# Strictly Business (film 1991)
Strictly Business è un film del 1991 diretto da Kevin Hooks.